# 土卫二
土卫二又稱為「恩克拉多斯」（Enceladus），是土星的第六大卫星，于1789年为威廉·赫歇尔所发现。在旅行者號於1980年代探測土星之前，人們只知道土衛二是一個被冰覆蓋的衛星。旅行者號顯示土衛二直徑約为500公里（相当于土星最大的衛星土卫六直径的十分之一），而且其表面幾乎能反射百分之百的陽光。旅行者1号发现土卫二的轨道位于土星E环最稠密的部分，表明两者之间可能存在某种联系；而旅行者2号则发现：尽管该卫星体积不大，但是在其表面既存在古老的撞击坑构造，又存在较为年轻的、地质活动所造成的扭曲地形构造——其中一些地区的地质年代甚至只有1亿年。
二十世纪末发射并于二十一世紀初抵達土星附近的卡西尼号太空船则提供了大量的数据，解开了旅行者探访之后留下的诸多疑团。在2005年，卡西尼飞船数次近距离掠过土卫二，获得了该卫星表面及其环境的大量数据，特别是发现了从该卫星南极地区喷射出的富含水分的羽状物。该发现，以及可探测到的逃逸内能的存在、南极地区极少存在撞击坑的情况，共同证明了土卫二至今仍然存在地质活动。在巨行星的卫星系统中，许多卫星都会成为轨道共振的牺牲品，这会导致星体震动和轨道的扰动，而对于更加靠近行星的卫星，潮汐效应则会加热行星的内部，这或许可以解释土卫二的地质活动。
2014年，美國太空總署宣佈，卡西尼號發現了土衛二南極地底存在液態水海洋的證據，海洋厚度約為10公里。南極附近的冰火山向太空噴出大量水氣和其他揮發物，夾雜類似氯化鈉晶體、水冰等固態粒子，噴射量約為每秒200公斤。噴出的水當中有一部份以「雪」的形態落回土衛二表面，亦有一部份融入土星環中，還有一部份甚至能夠到達土星。這些羽狀噴射物也為土星E環的物質來源於土衛二的觀點提供了重要的證據。2015年9月16日，美國太空總署确认，根据卡西尼號的探测数据，其表面冰层下面拥有全球性海洋，而且海洋的底部有水热活动，即存在海底热泉。
由於接近地表處有水的存在，所以土衛二是尋找地外生物的最佳地點之一。分析指出，土衛二的噴射現象源自地表下的液態水海洋。噴射物的化學成分以及引力場模型表明地下液態水源體是與岩石接觸的，所以可能是天體生物學中極為重要的研究對象。2022年加州大學戴維斯分校的科學家團隊說明模型認為土衛二繞土星公轉軌道的變化會造成1億年間土衛二變暖和變冷循環，每個週期冰殼都會經歷一段變薄和變厚時期。研究人員認為冰體積比水大，土衛二向下膨脹的冰殼使海洋壓力增加，也會對冰層產生壓力形成虎紋裂縫，由此做出到達地表的通道，當流體到達地表遇上真空環境而昇華時就會呈現羽狀噴泉。

## 命名
土卫二（恩克拉多斯）以希腊神话中的巨人恩克拉多斯命名。该名字及其他六颗第一批被发现的土星卫星的名称都由威廉·赫歇尔的儿子约翰·赫歇尔在其1847年出版的《在好望角天文观测的结果》（Results of Astronomical Observations made at the Cape of Good Hope）中率先提出。如此命名的理由是：土星所代表的农神萨图尔努斯即为希腊神话中泰坦族的领袖克罗诺斯。
国际天文学联合会以阿拉伯文学作品《一千零一夜》中的人名和地名命名土卫二的地表构造。其中撞击坑以人物命名，其他地质结构如深谷、山脊、平原和槽沟则以地点命名。迄今为止国际天文联合会共正式命名了57处地质结构，另有22处于1982年为旅行者号所发现的地质结构亦得到了命名；此外，对2005年卡西尼号在其三次飞掠中发现的35处地质结构的命名也于2006年11月获得了认可。这些被认可的命名包括了撒马尔罕槽沟，阿拉丁陨石坑和锡兰平原等。

## 探测

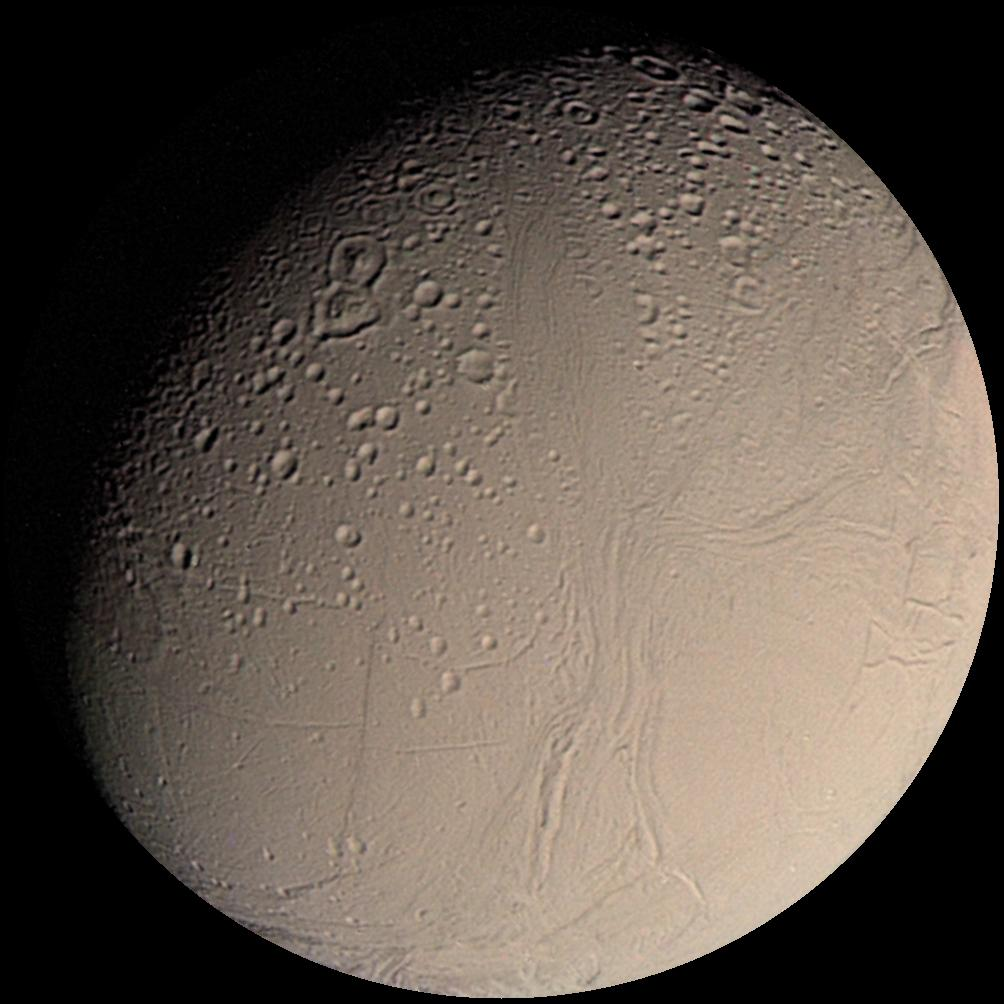
1981年8月26日旅行者2号所拍摄的土卫二面对的半球，显示出年轻地表。

1789年8月28日，威廉·赫歇尔在第一次使用他的1.2米望远镜——当时世界上直径最大的望远镜——时发现了土卫二。其实在1787年，赫歇尔就已经通过他的16.5厘米望远镜观测到这颗卫星，只是当时未得到确认。由于土卫二糟糕的视星等（高达11.7等），同时它又靠近明亮得多的土星及其光环，从地球上很难观测到这颗卫星，只有通过透镜直径达15-30厘米的望远镜才能观测到，这还取决于当时当地的大气状况和光污染程度。作为太空时代之前发现的众多土星卫星之一，土卫二的最佳观测时间是在环面穿越时期，此时土星环垂直于地球运行点的切线，在地球上只能观测到一条细线，土星环的亮度大为降低，故为观测土卫二的最佳时机。

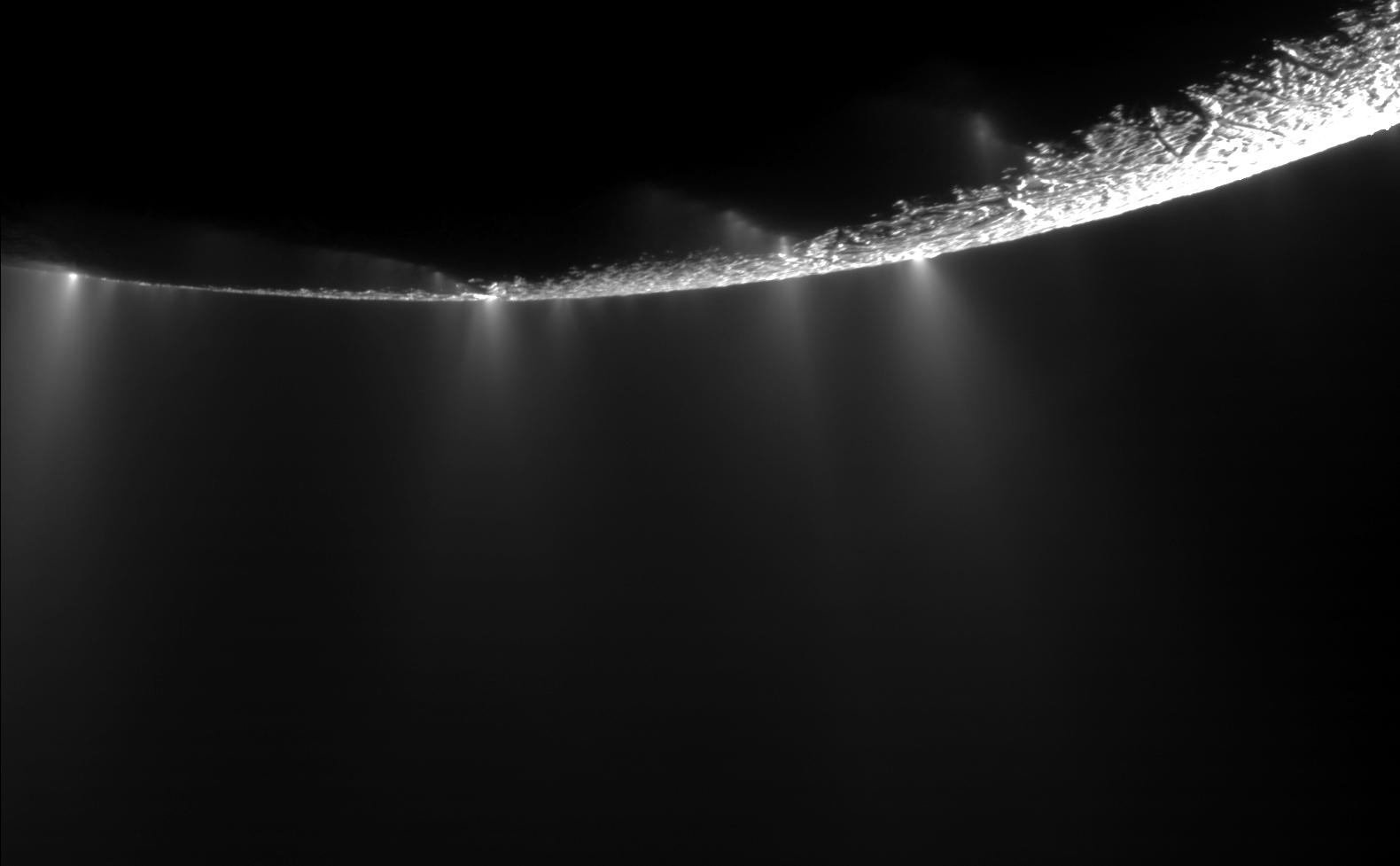
在靠近土卫二南极的著名的“虎皮条纹（土卫二）”区域有许多地方喷出的水冰形成大大小小的羽状的喷射物。从左到右的四个主要条状物分别是大马士革、巴格达、开罗、和亚历山大沟状的地形正在被太阳逆光照射。

直到旅行者号计划实施后，对土卫二的观测才得到显著改善，而之前科学家所掌握的资料仅仅包括了该卫星的轨道特征及对其质量、密度和反照率的约略估计。

### 旅行者太空船
两艘旅行者太空船获得了土卫二的首次特写镜头图像，其中旅行者1号是第一艘与土卫二擦肩而过的人造飞行器，它于1980年11月11日在距土卫二20万2千公里处掠过。尽管在这个距离上获得的影像资料分辨率较低，但是仍然显示土卫二拥有一个高反照率并缺乏撞击坑的地表，这表明该卫星地表的地质年龄较低。旅行者1号亦证实土卫二的运行轨道恰好位于土星E环的稠密处；结合土卫二的年轻地表分析，参与旅行者飞船计划的科学家认为E环是由土卫二地表所喷射出的颗粒组成的。旅行者2号于1981年8月26日在距土卫二8万7010公里处飞掠而过，从而获得了关于这颗卫星更为清晰的影像资料。如图一所示，这些资料展示了这颗卫星年轻地表的诸多特征，也表明在这颗卫星的不同地区，其地质年龄存在极大不同。在该卫星北半球中、高纬度地区，存在着大量的撞击坑，而在靠近赤道的地区，撞击坑的分布则相对较少。这种多样性的地貌特征与地质年龄古老、撞击坑众多的土卫一——该卫星较土卫二稍小——形成了鲜明对比。这种年轻地貌的发现在科学界引起了很大轰动——当时还没有任何理论可以解释为何一颗体积如此之小的天体（相较于暴烈的木卫一，它已经处于冷却状态）依然存在着地质活动。不过，旅行者2号的观测数据并不能证明土卫二现阶段是否仍存在地质活动，也无法确认该卫星是否就是E环物质的来源地。

### 卡西尼号太空船
这些谜团直到2004年7月1日卡西尼号太空船进入环土星轨道后才得以解决。在旅行者2号观测结果的基础上，土卫二成为了卡西尼号飞船计划的一个优先观测目标。卡西尼号在1500公里范围内数次有目的性的飞掠，及在10万公里范围内众多非目的性的飞掠提供了大量的观测资料。迄今为止，卡西尼号共进行了4次近距离的飞掠，获得了众多关于土卫二表面的意义重大的信息，并发现了卫星南极地区发生的含有水蒸气和复杂碳氢化合物的喷射现象。这些发现也促使卡西尼号的飞行轨道做出改变，对土卫二实施更近距离的飞掠，其中包括2008年3月的一次近距离相遇。在该次相遇中，卡西尼号对土卫二进行了精度达到52公里以内的探测。2008年至2010年间卡西尼号的后续任务包括了7次对土卫二的近距离飞掠，其中2008年下半年的两次飞掠距离近达50公里。
卡西尼号在土卫二上的发现推动了数项研究计划的跟进。2007年，美国国家航空航天局完成了一项向土卫二发射轨道飞行器并详细研究南极地区羽状喷射物的计划的概念性研究，遗憾的是该计划未得到进一步实施。欧洲空间局也计划向土卫二发射探测器，该计划将与土卫六的研究计划共同实施。
“土衛六－土星系統任務”是美国国家航空航天局和欧洲空间局联合提出的一项旨在探测土星系卫星（包括土卫二）的计划，与之相竞争的则是“木衛二－木星系統任務”。2009年2月，美国国家航空航天局和欧洲空间局宣布将优先实施木卫二-木星计划，同时也将继续研究土卫六-土星计划的可行性，择机实施。

## 轨道

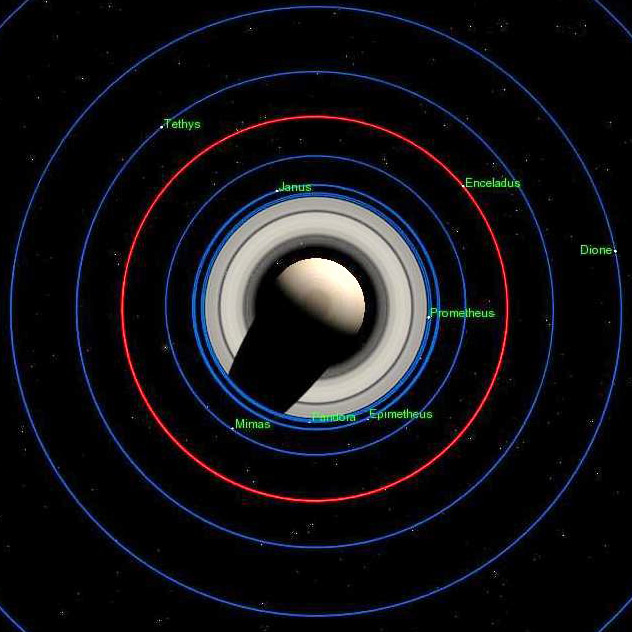
图二：从土星北极上方观测的土卫二轨道图（红色高亮部分）

土卫二属土星的内层大卫星。按距离土星由近及远排序，土卫二位居第14位，它的轨道位于土星E环的稠密部分。
土卫二在距土星中心23万8千公里、距其云层顶部18万公里的轨道上环绕土星运转，其轨道位于土卫一与土卫三之间，公转周期为32.9小时（可以通过一个晚上的观测发现其位移）。其轨道与土卫四的轨道形成了2:1的轨道共振，即每当它完成两次公转，土卫四即完成一次公转。这种轨道共振关系导致土卫二轨道的离心率达到了0.0047，并为其地质活动提供了加热源。
如同大部分土星的大卫星一般，土卫二的自转与公转相同步，它永远都保持着同一面面向土星。不同于月球，土卫二并没有出现自转轴的摆动（而月球则有超过1.5°的摆动）。不过，对土卫二外形的分析表明，有时候它会由于外力作用——如土卫四的轨道共振效应——而产生自转轨道的扰动。这种扰动亦能够为土卫二提供额外的加热源。

### E环的来源地的角色
E环是土星的最外层光环，极其宽大（是土星环中最宽的环），但也极其稀薄，构成物质仅为极细小的冰晶和粉尘。该环起始于土卫一的轨道，一直延伸至土卫五的轨道附近，甚至有观测者认为它已经延伸至土卫六的轨道附近了，如此算来，其宽度将达100万公里。然而，众多的数学公式都显示这样的环是不稳定的，只能维持1万至100万年。由此看来，构成该环的颗粒必然是从某处得到了源源不断的补充，而土卫二的运行轨道则正好处于环带之中，并且位于环带中最稠密的部分。因此，某些理论推测土卫二是构成E环的颗粒的来源地。而卡西尼号的观测结果支持了这种观点。

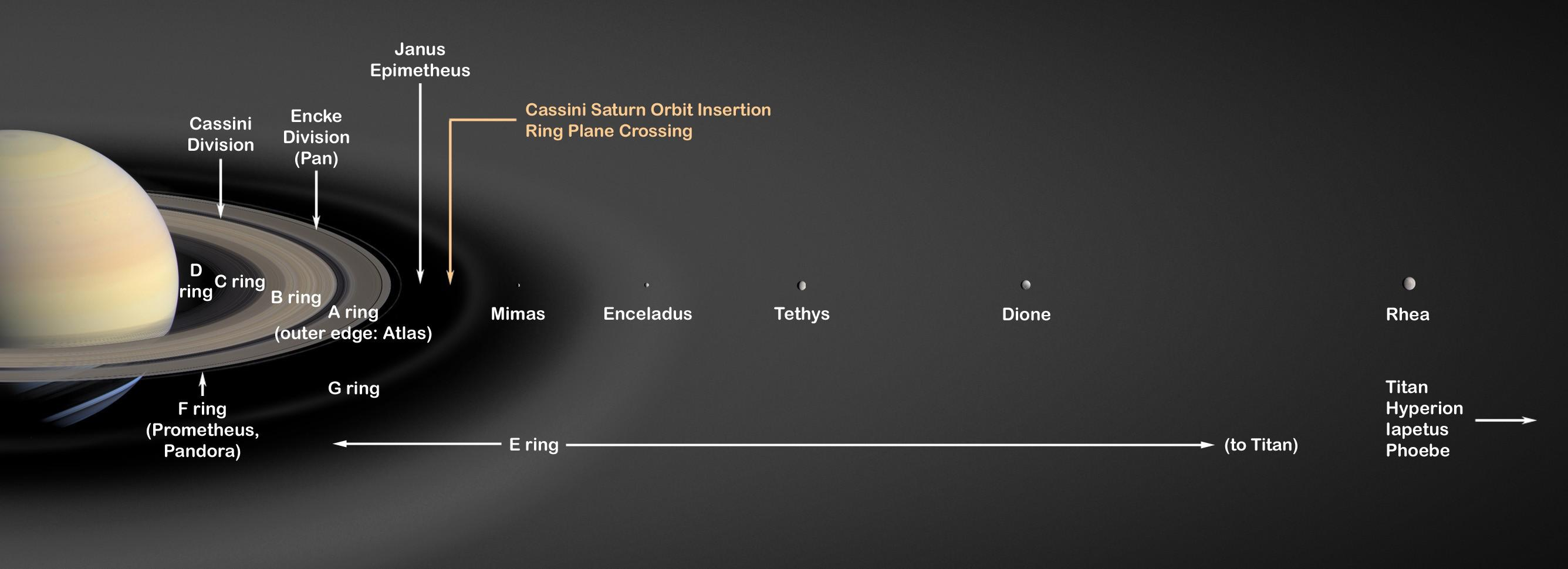
土卫二轨道的侧面图，该图显示了土卫二与土星E环的关系
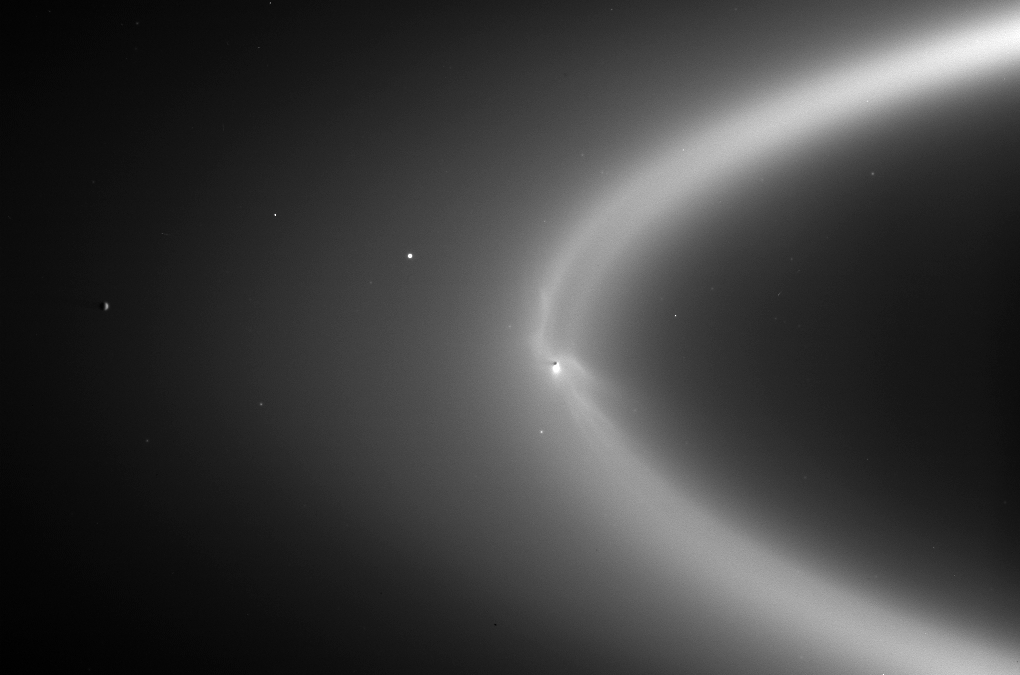
土卫二在土星E环内运行

事实上，共有两种不同的机制补充着环带的颗粒。第一种机制，同时也可能是最重要的，是土卫二南极地区冰火山的羽状喷射物，尽管大部分的喷射物都落回卫星表面，但由于土卫二的逃逸速度仅为866公里/小时，故仍有部分物质逃逸出土卫二的重力控制而进入环绕土星的轨道。第二种机制是流星对土卫二的轰击造成其表面扬起的粉尘进入环带。这种机制并非土卫二所独有，它对E环中的所有卫星都有效。

## 物理特征

### 大小与外形
土卫二是一颗相对较小的卫星，平均直径为505公里，只有月球直径的七分之一，比不列颠岛的最大长度还稍小，而其大小也和不列颠岛不相上下。而亚利桑那州和科罗拉多州也能够容得下这颗卫星。不过若论其球体面积，则比以上这些区域要大得多，它的面积达80万平方公里，相当于莫桑比克的国土面积，比德克萨斯州大15%。
土卫二的质量和直径都位列土星卫星的第六位，居于土卫六（5150公里）、土卫五（1530公里）、土卫八（1440公里）、土卫四（1120公里）和土卫三（1050公里）之后。它也是土星拥有的最小的球状卫星之一，除了它和土卫一（390公里）之外，其他的小卫星均为不规则形状。
事实上土卫二为一个扁平椭球体，依据卡西尼号发回的照片进行测算，土卫二的三轴长度为513（a）×503（b）×497（c）公里，其中（a）为面向土星面与背向土星面两极间的距离，（b）为星体凹面与凸面两极间的距离，（c）为南极与北极之间的距离。土卫二围绕其短轴自转，而其长轴则成放射状地偏离土星。

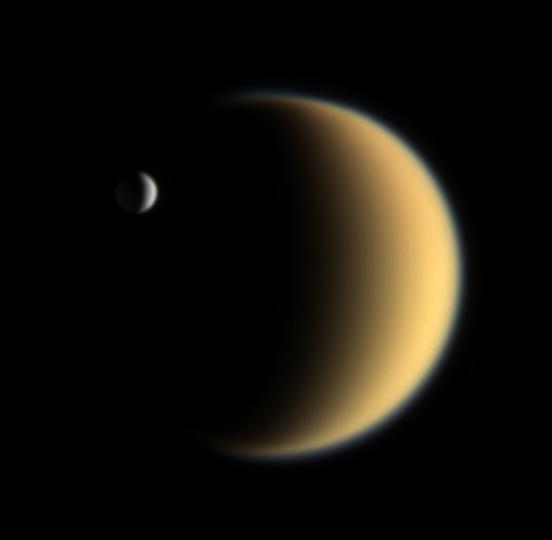
土卫二（左上）运行凌至土卫六前方（卡西尼号摄于2006年2月5日）
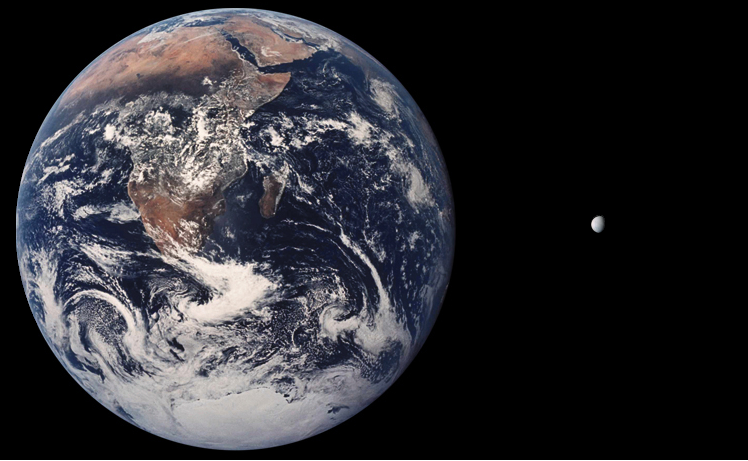
地球和土卫二的大小比较，每个像素有29公里
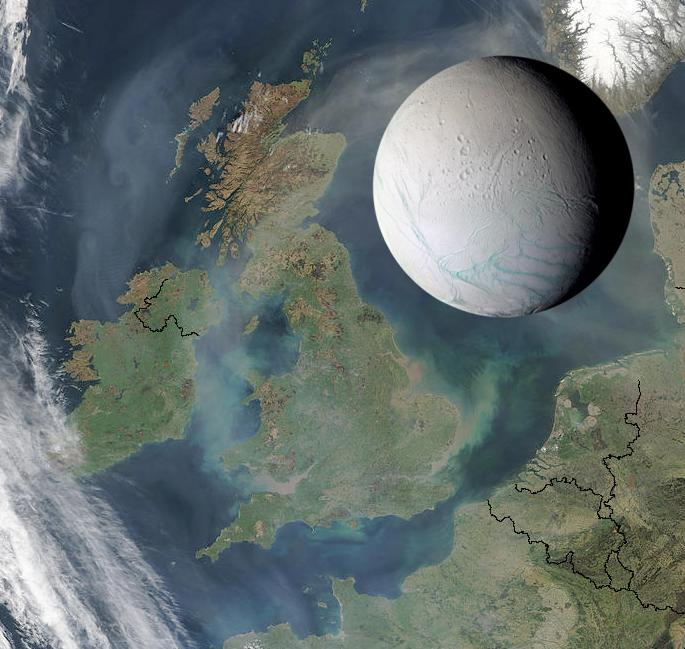
土卫二与英国的大小比较

### 表面
1981年8月，旅行者2号在人类历史上首次近距离地观测土卫二。对获得的图像信息进行分析后，科学家们发现了至少五种不同的地形，包括撞击坑地形、平坦地形（较年轻），而在平坦地形附近，则往往分布着山脊。另外还观测到大量的线性地缝和悬崖。鉴于在平坦地区分布的撞击坑较少，科学家推测这些平坦地区的形成时间可能只有几亿年。所以，在较近的一段地质时间里，土卫二上必然发生了诸如“水火山”之类的地质活动，才能使得原先千疮百孔的地表平整如初。固态水（冰）使得土卫二表面发生了很大变化，使其成为太阳系中反射率最大的天体，它的几何反照率高达138%。正因为它反射了如此之多的阳光，其平整地表的夜间温度仅为-198℃（较其他土星卫星寒冷）。
卡西尼号在2005年2月17日、3月9日、7月14日三次飞掠土卫二，观测到了土卫二表面的更多细节。例如旅行者2号所观测到的平坦地形，实际上是一些撞击坑分布较少的地区，这类地区还分布有山脊和悬崖。同时，在地质年龄较大、撞击坑分布密集的地区，还发现了数目众多的地缝，这证明在撞击坑大量形成之后，这一地区还经历了剧烈的地质运动。另外，在旅行者2号过去未详细勘测的地区，亦发现了几处较年轻的地形，如南极附近的一处古怪地形。
| 增強的色彩映射（43.7兆字節）;前半球上右 | 顏色極地地圖（18.8兆字節），南靠右側 |

#### 撞击坑

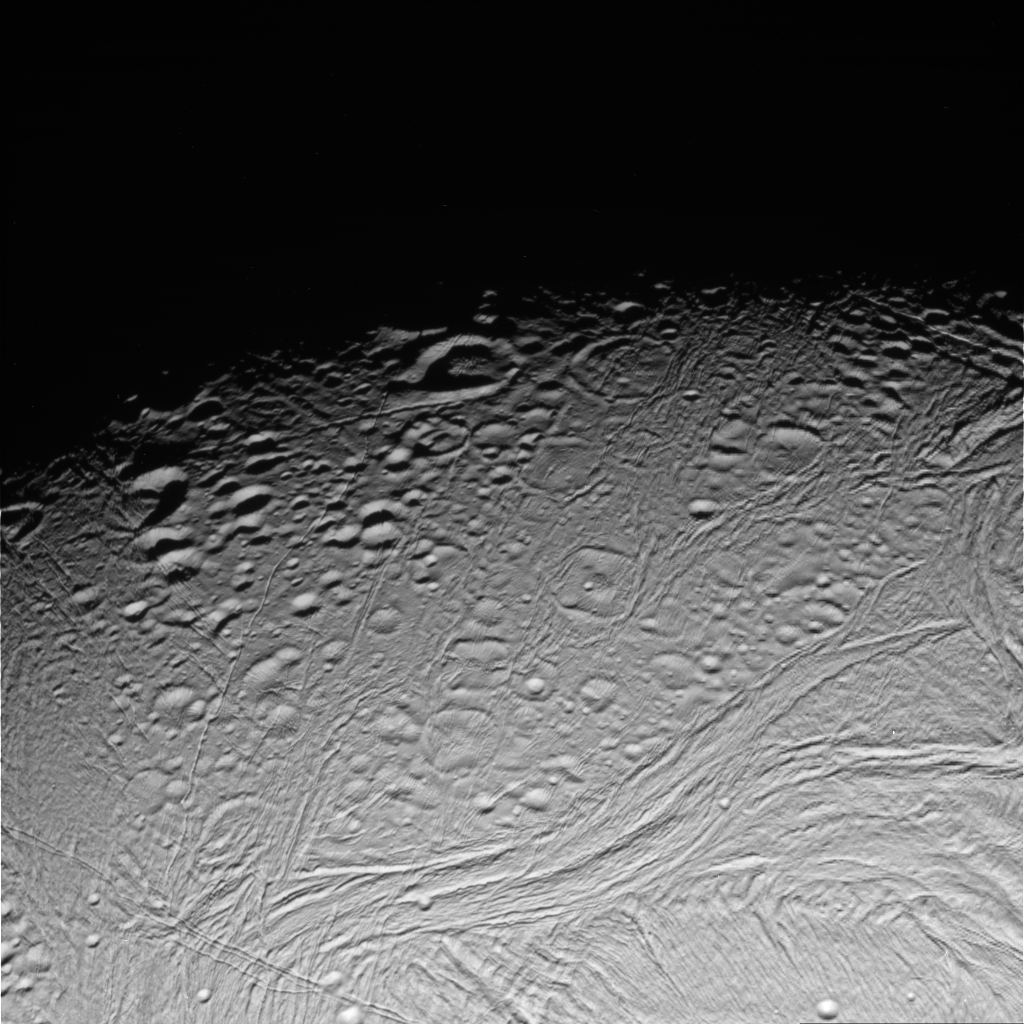
图六：土卫二上的破损撞击坑（2005年2月17日卡西尼号所摄）:在照片的底部四分之一可以看到从左延伸至右的哈马罕槽沟。在哈马罕槽沟之上则是ct_{2}地形单元。

撞击坑是太阳系许多天体上存在的普遍现象。土卫二的许多区域都被分布密度不同、破损程度不同的撞击坑群所覆盖。在旅行者2号观测结果的基础上，科学家根据撞击坑分布密度的不同将其分为三类撞击坑地形单元。其中ct1和ct2虽然在撞击坑破损程度上有所不同，但都包含了数目众多的、直径达10-20公里的撞击坑；而cp则是分布有少量撞击坑的平坦地区。这种基于撞击坑密度（及与此相关的地表年龄）而进行的撞击坑地形细分支持了认为土卫二曾经历过多阶段的地表重塑的观点。
近期卡西尼号的观测则提供了关于ct2和cp地形单元的更多详细信息。这些高分辨率照片显示土卫二的许多撞击坑都出现了由粘性崩塌和结构性裂痕导致的严重破损。粘性崩塌是重力的作用所造成的撞击坑及其他水冰构成的地形的破损，这个作用过程需要经历漫长的地质时间，并将最终使该地区的地势趋于平缓。这个作用的效果取决于冰的温度，因为相较于温度较低、质地较硬的冰，温度较高的冰更容易遭到破坏。经历了粘性崩塌作用的撞击坑一般都有一个凸形底部，有时甚至只剩下一圈坑缘。图八左上角的大撞击坑——顿雅扎德撞击坑所拥有的凸形底部即是粘性崩塌作用的例证。另外，土卫二表面的许多撞击坑也已遭到结构性裂痕的严重破坏。照片底部中央偏右直径近10公里的撞击坑即是证明：宽度只有数百米至一千米的细长的裂痕已经严重破坏了该撞击坑的边缘和底部。迄今为止，几乎所有位于ct2地形单元中的撞击坑都有构造性变形的迹象。粘性崩塌和结构性裂痕的作用都证明了——尽管撞击坑地形地区是土卫二上地质年龄最大、撞击坑留存度最高的地区，但其中的几乎所有撞击坑都已处于某种被破坏的阶段。

#### 地质构造

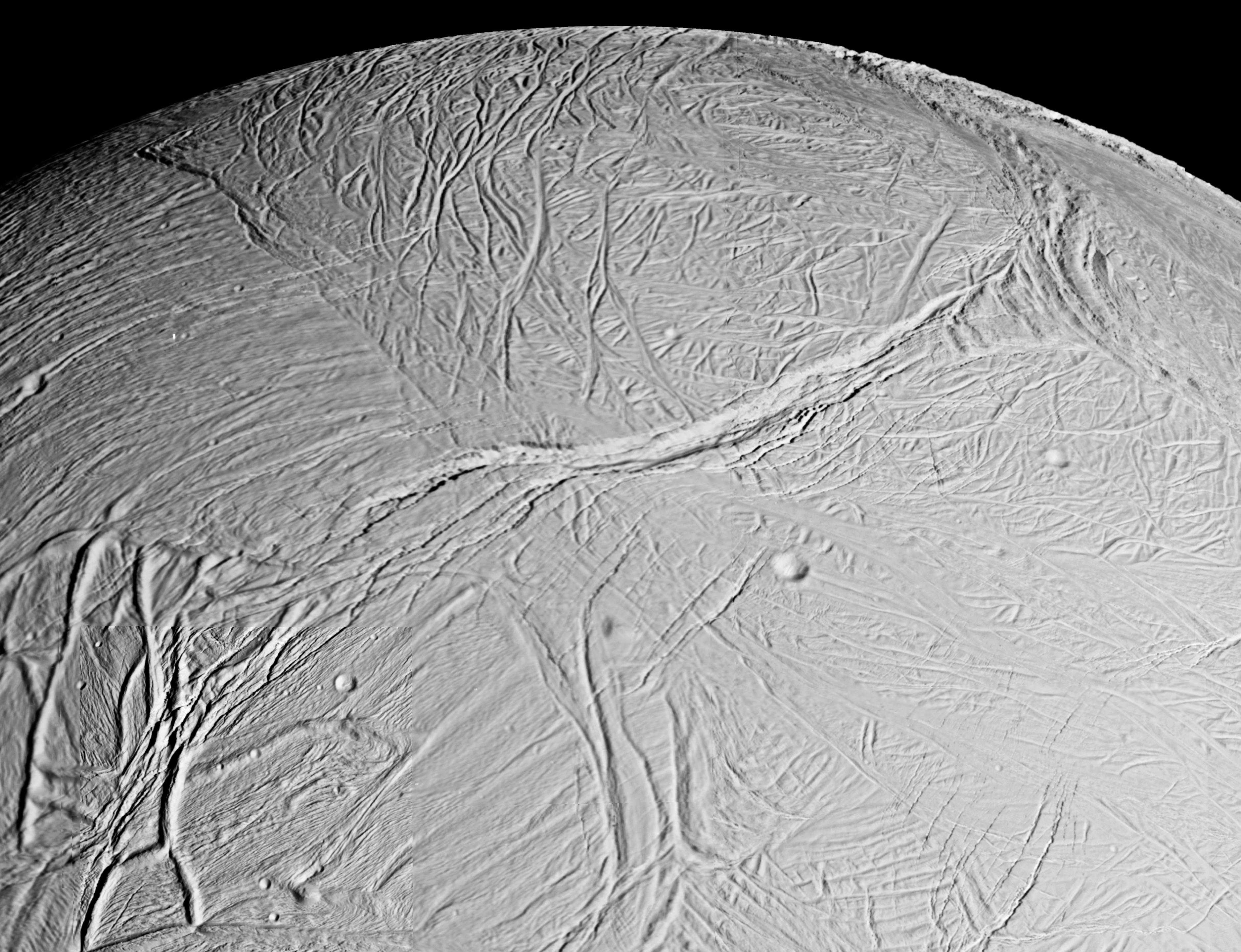
图七：土卫二表面，拉伯塔伊特槽沟附近类似于木卫二表面构造的地形，卡西尼号于2005年2月17日拍摄。

旅行者2号在土卫二上发现了几种地质构造，包括槽沟、悬崖和山脊等。近期卡西尼号的观测表明土卫二上改变地貌的主要方式是构造作用。土卫二上发现的一种更加引人关注的地质构造是裂痕，这些峡谷能够延伸至200公里长，宽度为5-10公里，深度为1公里。图七显示了一条典型的大裂痕切割那些地质年龄较大、已经遭到结构性破坏的地区的景象。图八底部亦显示了这种地质构造。裂痕是一种较年轻的地质构造，因为它通常表现为切割其他地质结构，同时裂痕两壁有突出的露头。

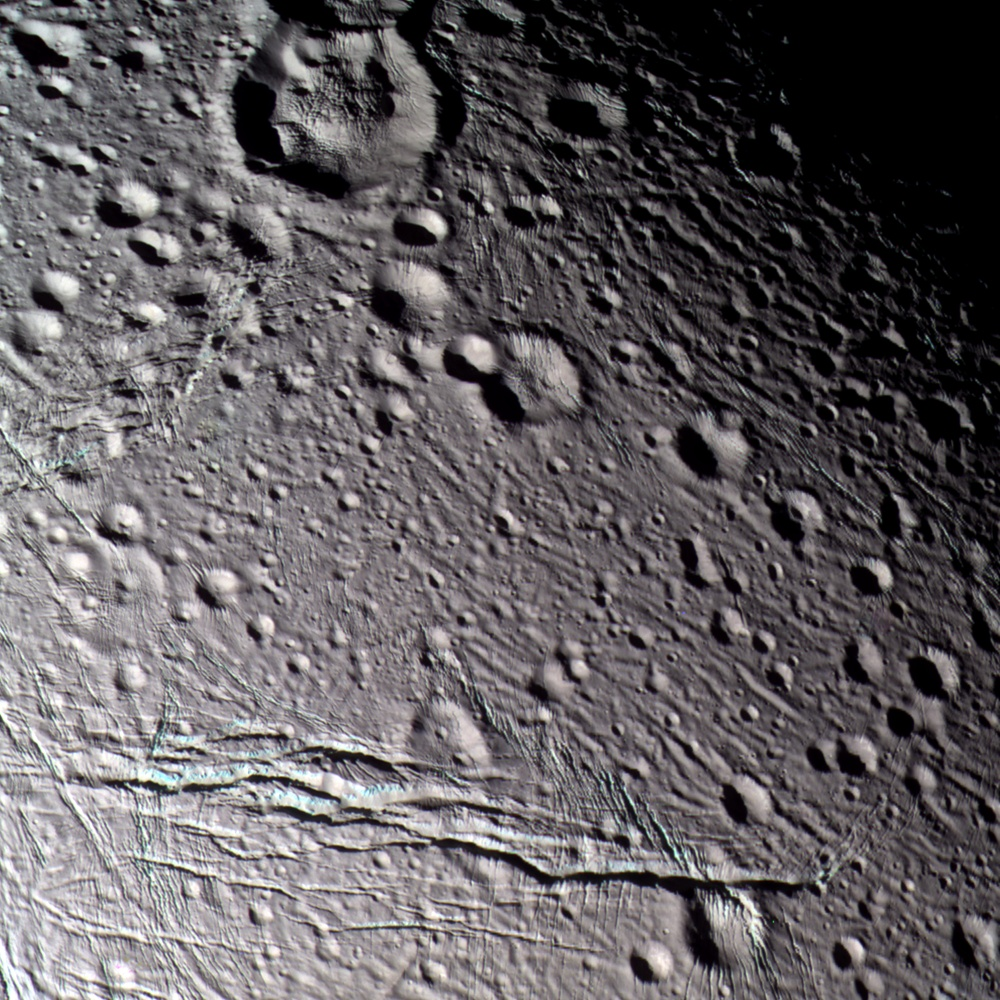
图八：土卫二地表的伪色彩照片，显示了几种地质构造和撞击坑的不同破损程度（卡西尼号摄于2005年3月9日）。

土卫二上存在构造作用的另一例证是槽沟结构，它由一系列呈曲线状的槽沟和山脊构成。这种条纹状结构最初是由旅行者2号发现的，通常是平坦地形与撞击坑地形的分野标志。在图六和图十中均可见到这种地质构造（图十中的为撒马尔罕槽沟）。这种槽沟地形容易令人联想起木卫三上的相似地貌。不过土卫二的槽沟构造要比后者复杂：木卫三上的槽沟为平行排列，而土卫二的槽沟排列则显得较为凌乱，形状也多为锯齿状。引人关注的是，卡西尼号在对撒马尔罕槽沟进行观测时发现了一些暗点（直径125-750米），它们平行排列于槽沟旁，有推测认为这些暗点是位于该地区的陷坑。

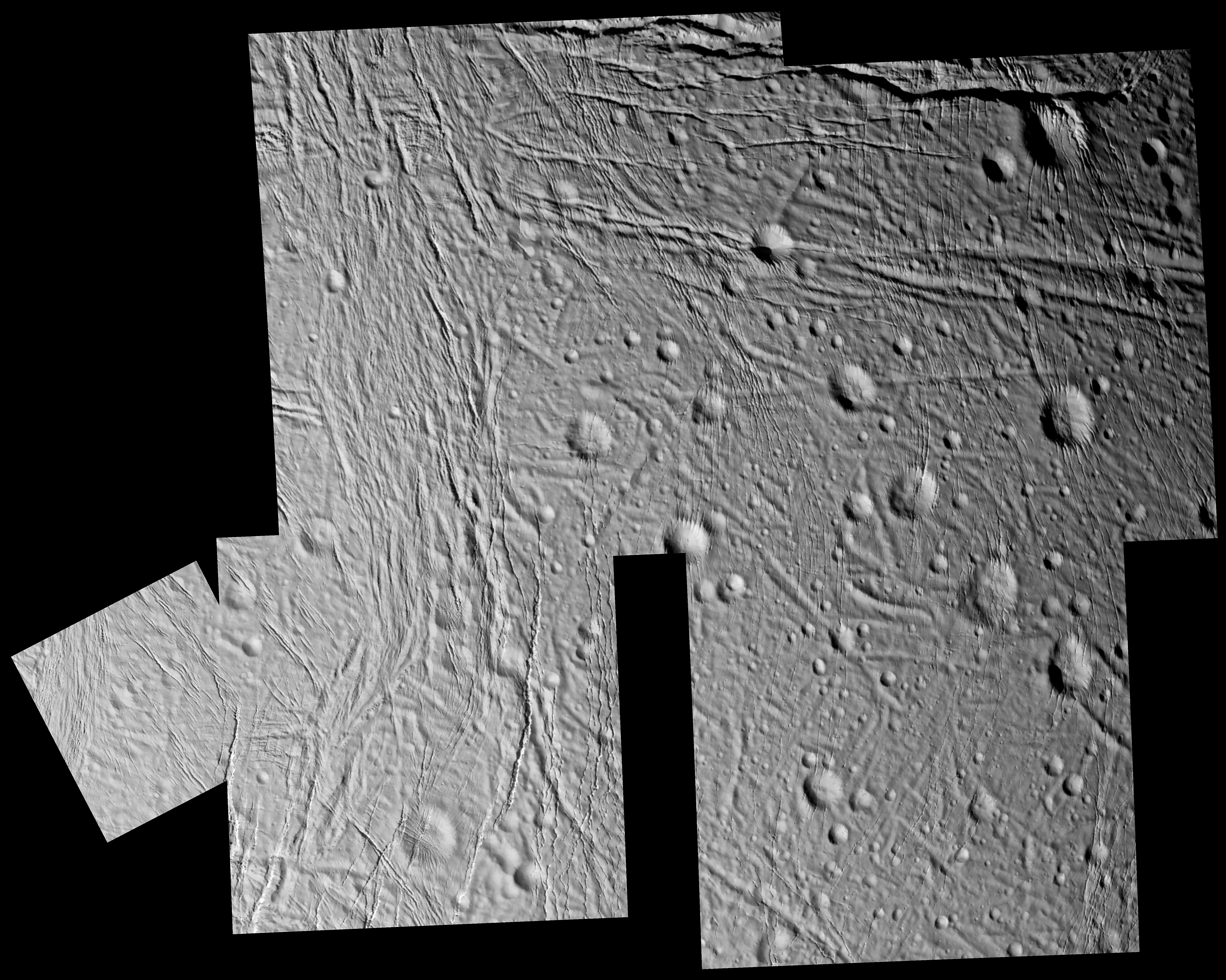
图九：土卫二表面的高分辨率拼接照片，显示了数种地质构造和撞击坑的破损情况。由卡西尼号于2005年3月9日拍摄。

除此之外，土卫二表面还有多种地质构造。图九显示了一种狭窄的断裂地形（通常有数百米宽），该地形由卡西尼号发现。这些裂缝常常贯穿于撞击坑地形之中，其深度也只有一两百米。其中的许多裂缝在其形成过程中受到了撞击坑所产生的微薄表土的影响，导致裂纹走向经常发生变化。

#### 平坦地形

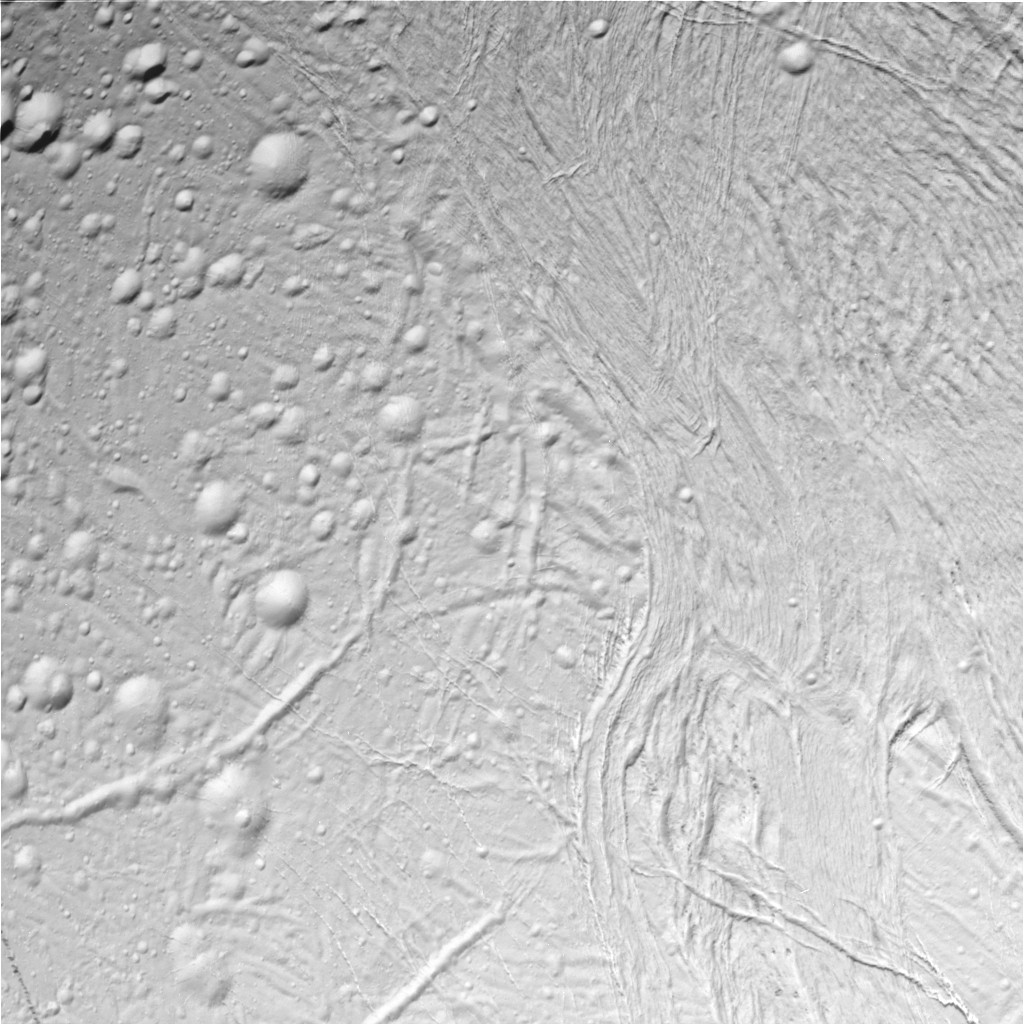
图十：土卫二上的撒马尔罕槽沟。由卡西尼号摄于2005年2月17日。图右可见锡兰平原的西北部分。

旅行者2号在土卫二表面发现了两种平坦地形。这些地形的地势起伏较小，较之撞击坑地形，其撞击坑数目也很少，这表明这种地质构造的产生年代较晚。其中的典型——锡兰平原，从照片上就未发现可见的撞击坑。而在锡兰平原西南方的另一个平坦地形，则纵横交错着数条槽沟和悬崖。其后，卡西尼号也曾观测过这些平坦地形，其中包括了锡兰平原和蒂雅平原，并拍下了高分辨率的照片。这些照片显示这些地形中其实布满了较低的山脊和较浅的裂缝。目前认为，其中的裂缝是由于剪切形变造成的。其中拍摄的锡兰平原的照片显示该地区仍存在着一定数量的微小撞击坑——依据这些撞击坑估计，该地区地表的年龄从1.7亿年到37亿年不等，具体年龄取决于撞击坑的分布情况。[a]
卡西尼号对土卫二表面进行观测的区域的扩大使得更多的平坦地形得以发现，特别是在土卫二朝向轨道运动方向的球面上。这些地形上布满了数目众多的槽沟和山脊，类似于南极地区的变形构造。这些地形正好位于锡兰平原和蒂雅平原的球体对立面上，表明这一地区受到了土星引力潮汐的影响。

#### 南极地区
2005年7月14日，科学家在卡西尼号飞掠土卫二时拍摄的照片中发现了一个位于南极地区、产生构造变形的特别区域。该地区位于北纬60°区域，其间遍布裂缝和山脊，同时也存在着少量微型撞击坑，这表明这是土卫二表面最年轻的地貌，同时也是所有中等大小的冰冻卫星上的最年轻地貌；其间的撞击坑构造表明该地区的某些区域可能只有5万年的历史，甚至可能更年轻。靠近该区域的中心区分布着4个裂缝带，以及众多的山脊——这些山脊被非正式地命名为“虎皮条纹”。这些裂缝可能是该地区最年轻的地质结构，它们的四周分布着呈薄荷绿色、带有粗糙纹理的冰体——这些冰体在其他地区常常出现在岩石露头中或裂缝壁上。在该地区的平坦地带中亦发现了“蓝”冰，这表明该地区十分年轻，以致还未来得及被覆盖上一层来自E环的带有细密纹理的冰体。可见光和红外线测绘分光计（VIMS）的探测结果表明分布于“虎皮斑纹”四周的绿色物质在化学结构上与土卫二的其他地表物质存在差异，同时在“虎皮斑纹”中发现了透明的冰体，这说明这一地质构造十分年轻（可能小于1千年），或者该地质构造表面的冰体近期曾受到热源影响。另外，该仪器还在“虎皮斑纹”中测得结构较简单的有机化合物，这在该卫星上尚属首次发现。
在7月14日的飞掠中，卡西尼号对南极地区分布“蓝”冰的地区之一进行了观测，并拍下了高分辨率的照片，照片显示该地区存在着剧烈的地质变形，并发现了一些直径为10—100米的巨石。
土卫二南极地区四周环绕着一系列相互平行的、呈Y形和V形的山脊和峡谷。这些山脊和峡谷的形状、走向和位置都表明它们是土卫二的整体形变造成的。最近，存在着两种理论解释这种地形形变的产生。第一种认为：土卫二绕土星运行的轨道缩小了，从而导致土卫二自转速度的提高，这种变化进而导致土卫二自转轴的调整。第二种理论认为大量从土卫二内部喷发出的温暖的、低密度的物质导致了这种地形所在区域从土卫二南半球中纬度地区位移至高纬度地区。结果，土卫二的椭球体将会因为这种变化做出相应的调整。根据自转轴变化理论所得出的推导结果之一是土卫二的南北两极均曾有过类似的地形变化。不过与推论相反，土卫二的北极地区却密布着撞击坑，且地质年龄也较南极地区大得多。土卫二地壳的厚薄不均或许可以解释这种差异。这种地壳厚度的变化得到了南极地区边缘Y形、V形地形和毗邻南极的地区地质年龄之间相互关联的佐证：Y形的、不连贯的地形和纵贯南北的断裂带均是较年轻的地形，推测亦认为这种地形对应的地壳厚度较薄；而V形地形则毗邻着那些地质年龄较大、撞击坑分布稠密的地区。

### 冰火山

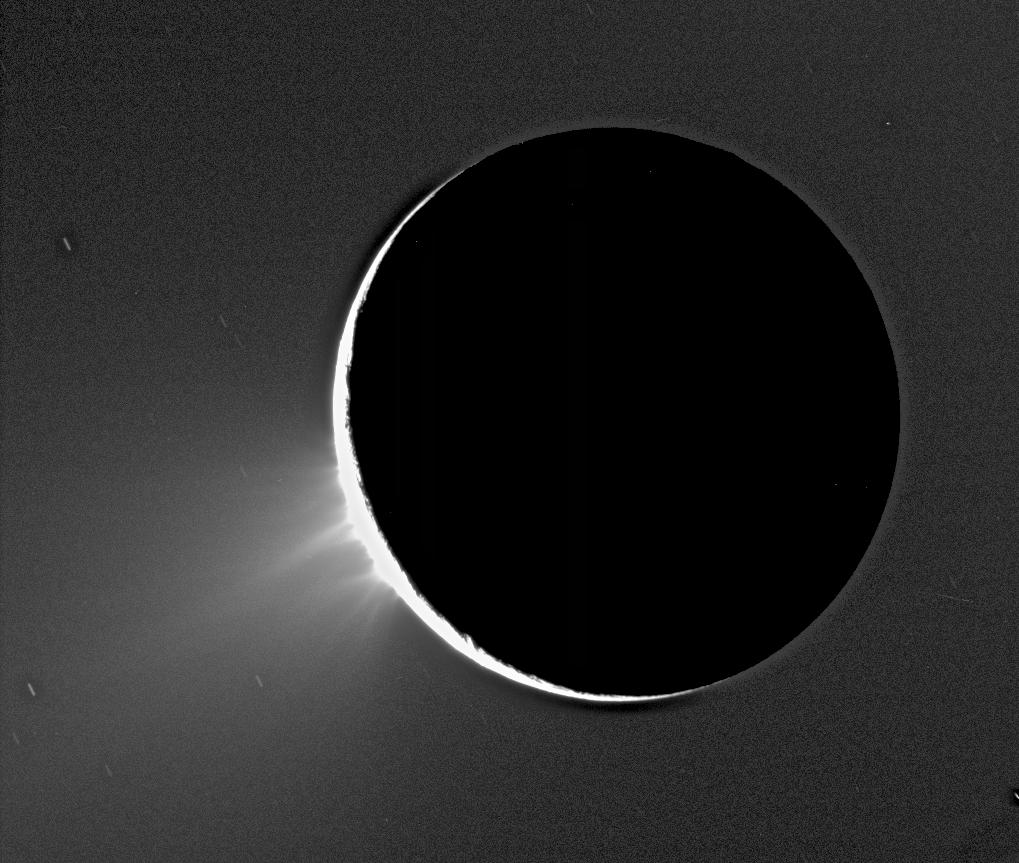
图十一：土卫二喷射出的羽状物为E环提供了大量物质。这些羽状物似乎是从靠近南极点的“虎皮斑纹”地区喷发的。（卡西尼飞船所摄）

在80年代初期旅行者号对土卫二进行了观测之后，科学家们基于以下理由认为该星体可能存在着地质活动：年轻的、具有高反射度的表面和其处于E环核心区的位置。土卫二和E环的联系使科学家猜想认为土卫二正是E环上散布的物质的来源——即从土卫二内部喷射出的水蒸气最终构成了E环。不过，旅行者号的观测结果未能提供确凿证据证明土卫二现今仍处于活跃状态。
不过之后的卡西尼号上承载了多种仪器，通过这些仪器的观测，科学家最终发现了土卫二上存在着喷发水和其他易挥发物质、而非硅酸盐石块的冰火山。2005年1月和2月，卡西尼号上的成像科学子系统（ISS）首次观测到土卫二南极地区喷发出的由细小冰晶构成的羽状物。在2005年2月17日的飞掠中，磁力计观测到的关于土卫二大气的数据也证明之前成像科学子系统所观测到的现象是真实的——该数据显示当时土卫二附近的离子回旋波的能量有所增强。离子回旋波是离子和磁场相互作用的产物，通过测定离子回旋波的频率可以确定物质的构成——经过测定，这种物质是经过电离的水蒸气。在其后的两次飞掠中，磁力计发现土卫二大气中的气体大部分都集中于南极地区，其他地区的大气浓度则相对十分稀薄。在2月17日和7月14日的飞掠中，紫外线摄谱仪（UVIS）观测到两例掩星现象。在2月的飞掠中，紫外线摄谱仪未能找到土卫二赤道地区存在大气的证据，但在7月飞掠观测掩星现象的过程中探测到了水蒸气的存在。

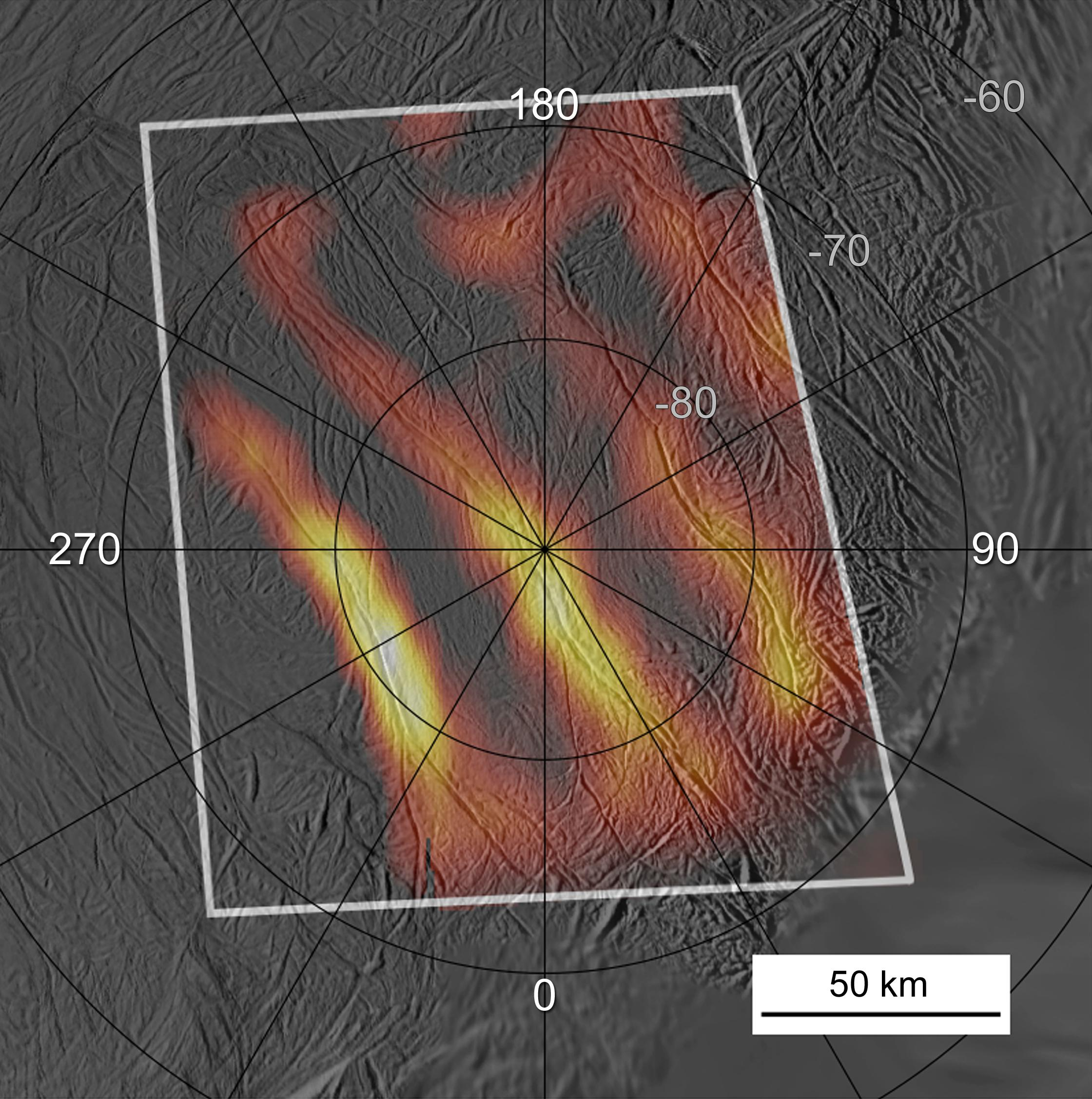
图十二：在12-16微米波段观测到的、并叠加于可见光视图上的关于南极地区破裂带地热活动的热成像图（白框内）。四个破裂带中的一个（右边）只被部分摄入。

在7月14日的飞掠中，卡西尼号偶然地穿越了气体云，离子和中性粒子分光计（INMS）和宇宙尘埃分析仪（CDA）从而能够直接获取羽状物的样本。离子和中性粒子分光计对气体云的物质构成进行了测定，发现其中大部分为水蒸气，并包含少量的分子态氮、甲烷和二氧化碳。宇宙尘埃分析仪发现“越靠近土卫二，颗粒物质数量越多”，这证明土卫二的确是E环物质的主要来源地。离子和中性粒子分光计以及宇宙尘埃分析仪的数据表明卡西尼号穿越的气体云确为冰火山所喷发的、富含水分的羽状物，这种羽状物来源于南极地区的喷射口。
2005年11月，这种喷射活动得到了进一步的确认，成像科学子系统拍摄到了土卫二南极地区类似喷泉的冰晶喷射活动。（实际上，在之前的2005年2月，卡西尼号已经拍摄到羽状物，只是仍需要进一步对高相位角度拍摄的照片——即当太阳处于土卫二身后时所拍摄的照片——进行研究以真正确认其存在，这些照片还需要同其他土星卫星的高相位照片进行对比。）11月的观测结果显示了羽状物的完整结构，并发现该羽状物由数个独立的喷射活动的喷射物（或许来自数个不同的喷射口）共同构成，并扩展至距卫星表面近500公里的地区。这一观测结果使得土卫二成为第四颗被证实存在火山活动的太阳系天体，之前的三颗分别是地球、海卫一和木卫一。2007年10月，在成像科学子系统观测到尘埃喷射活动的同时，紫外线摄谱仪亦观测到了气体喷射活动。
2008年3月12日的飞掠使卡西尼号获得了进一步的观测机会。观测数据显示羽状物中含有更多的化学物质，包括简单的和复杂的碳氢化合物，如丙烷、乙烷和乙炔。这项发现提高了土卫二表面存在生命的可能性。卡西尼号上的离子和中性粒子分光计对羽状物的物质构成进行测量后发现其与大部分彗星的物质构成相近。

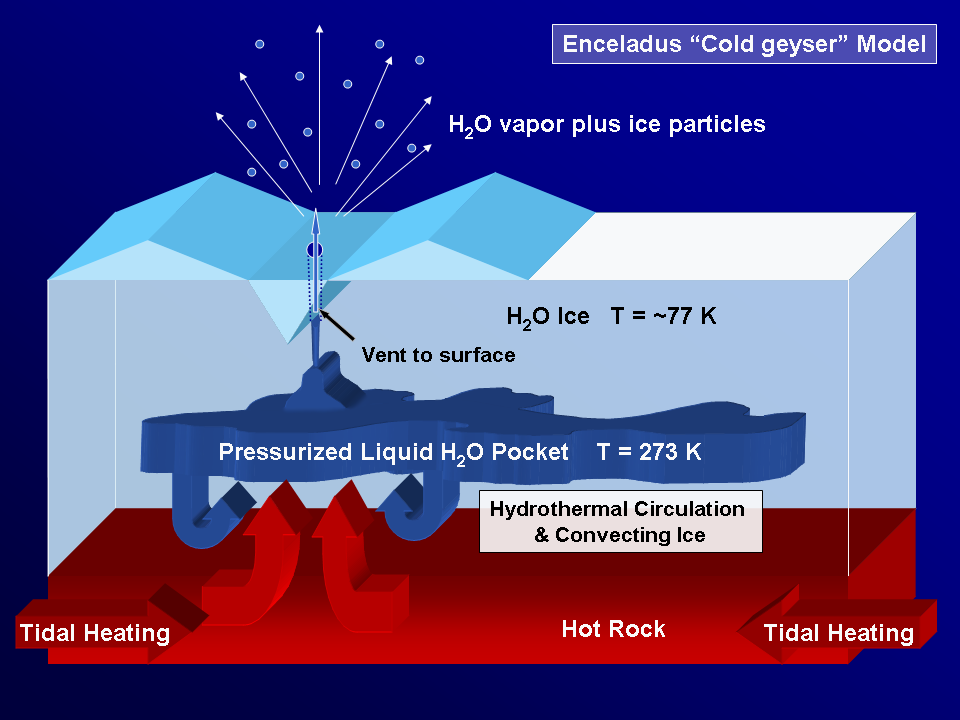
图十三：土卫二冰火山的一种可能模型。

多种观测仪器的观测结果表明在土卫二南极地区，这种从受压的地下腔室中喷发羽状物的活动类似于地球上的喷泉。由于离子和中性粒子分光计和紫外线摄谱仪均未在喷射物质中发现氨——该物质能够起到防冻作用，因此科学家预测在土卫二地下受热、受压的腔室中流动着温度至少达到零下3摄氏度、近乎纯净的液态水，即如图十三所示。由冰融化为纯水，比之氨水混合物的融化需要更多的热量。这种热量可能来自引力潮汐能或辐射源所产生的能量。另一种产生羽状物的途径是土卫二表面温暖的冰的升华。在2005年7月14日的飞掠过程中，卡西尼号上的红外成份分光计（CIRS）在靠近南极点的地区发现了一个温暖区域，该区域的温度达到了85-90开尔文度，部分区域的温度甚至高达157开尔文度（零下116摄氏度），远较地表接收阳光辐射产生的温度高，这表明该区域受到了土卫二内部热源的加热。在这种温度下，该区域的冰体能够以较其他区域冰体快得多的速度升华，并产生羽状物。这种假说受到了较多关注，因为如若加热地表冰体的地下层物质为呈半流质状态的氨水混合物，那么不需要太多的能量就可以产生羽状物。不过，羽状物中富含的大量冰晶显然更支持“冷喷泉”模式假说，并削弱了冰体升华假说的可信性。
此外，基辅等人还提出了笼型水合物的来源理论，该理论认为，当“虎皮斑纹”地形破裂时，蕴藏于其中的二氧化碳、甲烷和氮暴露于真空之中，从而被释放出来。该理论并不需要“冷喷泉”模式假说中用于融冰的热能的存在，也能在缺少氨的情况下解释得通。

### 内部结构

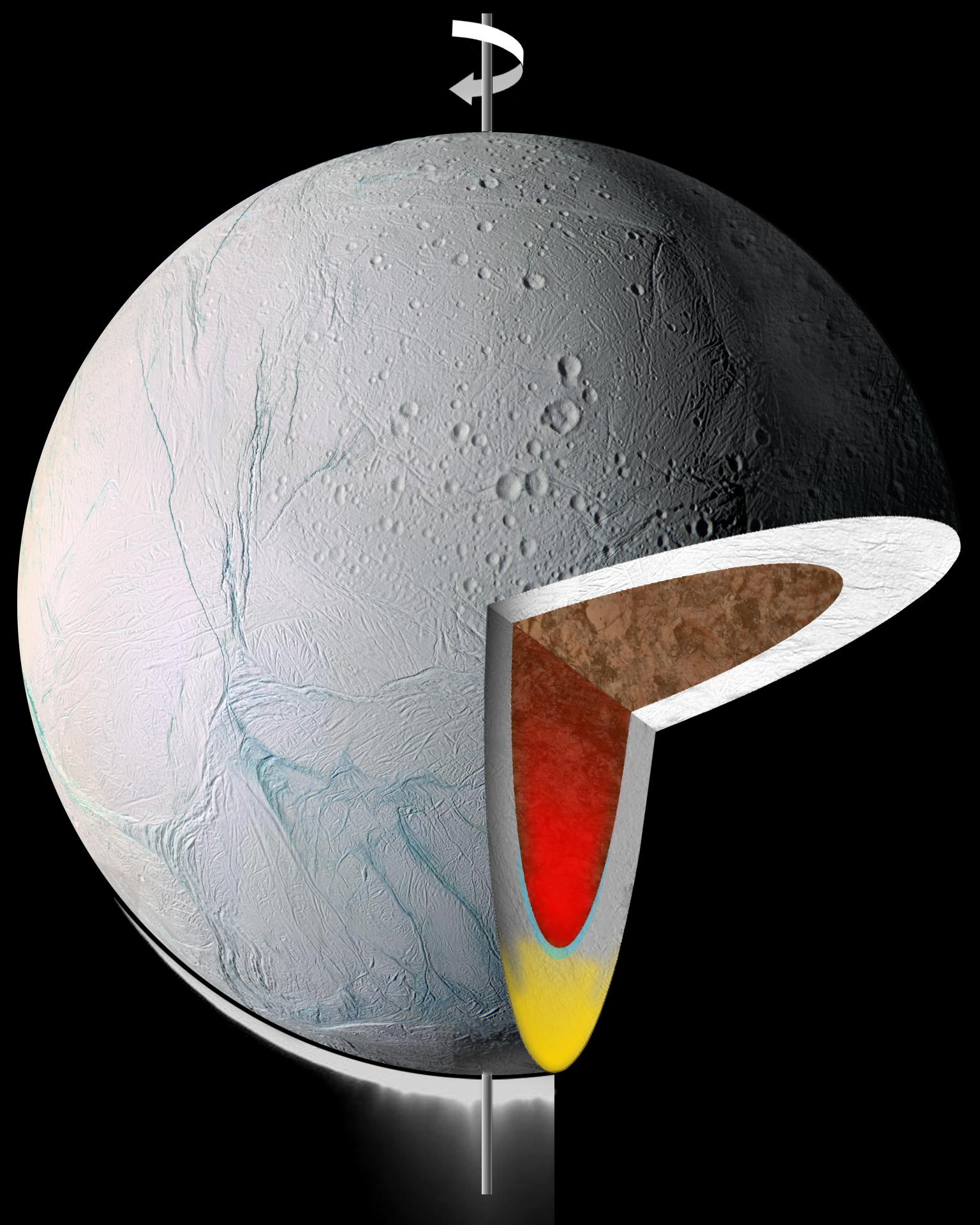
图十四：在卡西尼号的观测成果基础上构建的土卫二内部结构模型。中心的棕色部分代表土卫二的硅酸盐内核，环绕其外的白色部分则代表着由富含冰水的地幔。黄色和红色部分则表示在南极地区之下的地幔和内核中可能存在的岩浆入侵。

在卡西尼计划施行之前，人们对于土卫二的内部构造知之甚少。不过，在卡西尼号飞船对土卫二进行的数次飞掠过程中所得出的探测结果为构建土卫二的内部模型提供了必要的信息，其中包括了对土卫二的质量和三轴椭球体形状的测定、高分辨率的地表照片和地质化学上的新发现。
之前旅行者测得的土卫二质量表明土卫二可能完全是由固态冰组成的。但是根据土卫二对卡西尼号的重力作用效果进行的测定表明，这个数值要远高于之前的推测，其密度达到了1.16克/立方厘米，高于土星其他中等体积的冰卫星的密度，这表明土卫二可能含有更多的硅酸盐和铁。除了固态冰之外其他物质的存在，意味着土卫二内部可能拥有放射性物质衰变所产生的较为丰富的热能。
卡斯蒂略等人认为土卫八和其他的土星冰卫星都是在土星分星云形成后不久就形成的，因此富含短期放射性核素。这些放射性核素，如铝-26和铁-60，有较短的半衰期，并能够相对较快地为星体内核提供热能。虽然土卫二拥有相对高密度的岩石构造，但是如果没有这些短期放射性核素，那么土卫二内部的长期放射性核素则来不及阻止内核的快速冰冻。鉴于土卫二的高密度岩石构造，人们猜测铝-26和铁-60的高含量将会导致一个不同的构造类型的出现，这个构造类型包含了一个冰冻的地幔和一个岩石的内核。后期的辐射能和潮汐作用则将内核的温度提升到了1000 K，这个温度足以融解内层地幔。但是，若要保持土卫二地质活动的活跃性，则部分的内核也必须融化，以形成岩浆腔室，这种腔室在土星的潮汐作用下会扭曲变形。土卫四的共振效应或天平动产生的潮汐热使得这些位于内核的热点至今仍保持活跃，并为现在土卫二上的地质活动提供能量。
此外，科学家还测定了土卫二的形状，以进一步判断该卫星是否具有内部分层结构。波尔科等人根据其2006年的测量结果认为该星体处于流体静力学的平衡状态，在此状态下，星体内部是不分层的，这与地质学及地球化学方面的证据所指向的结果相矛盾。不过，该星体的形状并未排除其不处于流体静力学平衡状态的可能性，可能在较近的一个时期，土卫二仍可能拥有一个分层的内部结构，在该星体的某些区域旋转速度较其他区域快。
2023年6月，一組國際研究團隊依照卡西尼號蒐集到的資料發表報告指出，土衛二噴出的冰粒含有高濃度的磷。之前，科學家們已在土衛二海洋發現過碳、氫、氧、氮、硫，如今又發現了自然界中稀少的磷，此六種元素皆為生命組成的重要元素，表明土衛二孕育生命的潛能相當高。

### 液态水存在的可能性
2008年，科学家们观测到了从土卫二表面喷出的水蒸气。这一观测结果证明了该卫星上存在着液态水，并支持了土卫二有可能存在生命的观点。
坎迪斯·汉森是美国太空總署位于加州的喷气推进实验室的一名科学家，他发现了一些羽状物的速度高达2189公里/小时。这种速度十分罕见，往往只有在含有水的情况下才能达到这种速度。隨後，他领导其团队开始研究这些物质。
卡西尼號在2010至2012年間略過土衛二時所採得的證據顯示，其冰層底下很可能存在液態海洋。美國太空總署於2014年4月3日宣佈這項發現，並在翌日發佈在《科學》期刊上。計算表明，30公里厚的冰層之下有著大約10公里深的海洋。未知海洋是否只存在於南極地區，還是延伸至赤道，甚至直到北半球。卡西尼号对其所捕获的冰晶颗粒进行分析后发现，这些冰晶颗粒是由盐水凝集而成的——这种状况一般只发生于大面积的水体之中。因此土卫二之上也可能存在外星生命。另一种观点则认为土卫二上存在的并非大面积的海洋，而是分布广泛的溶洞，这些溶洞之中充满了液态水。
土卫二地壳之下液态水的存在表明在其内部存在着内部热源，科学家相信放射性衰变和潮汐效应共同提供了液态水存在所需要的热量，因为仅有潮汐效应的话是无法提供如此多的热量的；例如土星的另一颗卫星土卫一比起土卫二更为靠近土星，且其轨道离心率更大，这意味着该卫星比起土卫二受到更为强大的潮汐效应影响，但其老旧且布满创伤的表面表明该卫星似乎早已停止了地质活动。

## 土卫二上的夜空

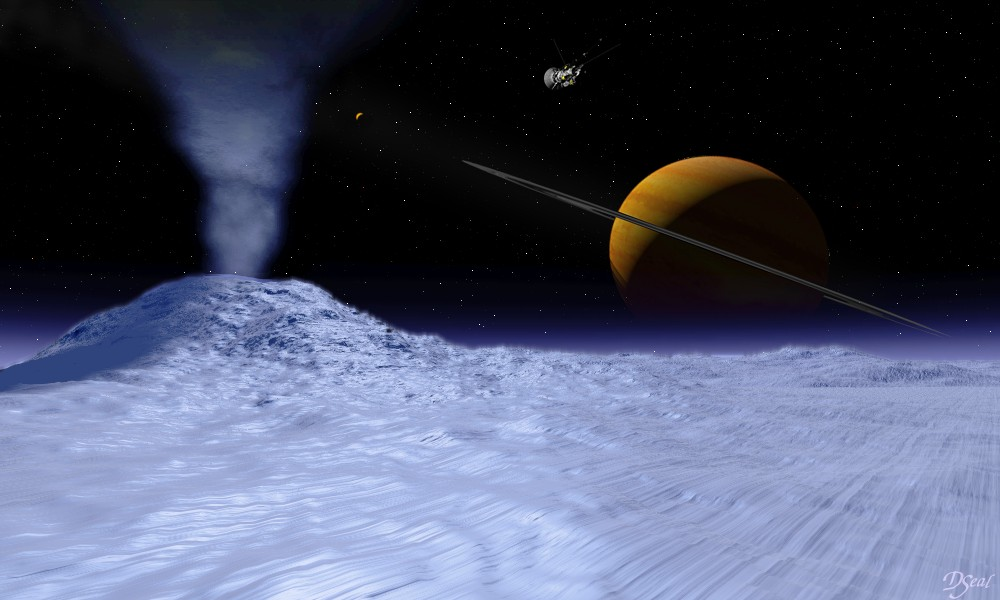
艺术家创作的土卫二夜空想象图

从土卫二上观测，土星占据着近30°的视角，比从地球上观测到的月球的视角大60多倍。[b]此外，由于土卫二的自转与公转同步，造成土卫二永远都由同一面面向土星，所以土星在土卫二的夜空中从不移动（除了由于轨道异常所造成的微小变化），而在土卫二背对着土星的那一面，则永远都看不到土星。
土星光环的可观测视角只有0.019°，看起来就像一条明亮的细线横穿土星的圆盘，不过它落在土星盘面上的阴影则可以被清楚地辨认出。就如同在地球上观测到的月球一般，土卫二上观测到的土星也有定期的相的变化，其从亏到盈要经历一个16小时的周期。与此同时，太阳则只占据着3.5'的视角，比从地球上观测到的月球的视角小了9倍。
如果一个观测者在土卫二上进行观测，那么平均每过72小时，他就能观测到土卫一（位于土卫二轨道内侧的最大卫星）运行至土星前面。土卫一的视角接近于月球，最大时为26'；而土卫十三和土卫三十二大小则如同星星；土卫三的最大视角能略超过1°，比月球的视角大一倍，但只有在其最靠近土卫二时从土卫二的背向土星面才能看到。